# 1re division de cavalerie (Reichswehr)
Pour les articles homonymes, voir 1re division.
La 1re division de Cavalerie (en allemand : 1. Kavalleriedivision) est une des divisions de Cavalerie  de la Reichswehr de la République de Weimar dans la période entre-deux-guerres, disparue en octobre 1934.

## Création
Dans l'ordonnance du 31 juillet 1920 pour la réduction de l'armée (pour se conformer à la limite supérieure de la taille de l'armée contenues dans le traité de Versailles), il a été déterminé que, dans tous les Wehrkreis (district militaire), une division serait établi le 1er octobre 1920.
La 1re division de Cavalerie a été créée en janvier 1920.
La Division de Cavalerie se compose de:
- 6 régiments de cavalerie

L'unité a cessé d'exister en tant que tels, fin octobre 1934, et ses unités subordonnées ont été transférés à l'une des 21 divisions nouvellement créé cette année-là.

## Commandants
| Grade                  | Nom                              | Début             | Fin               |
| ---------------------- | -------------------------------- | ----------------- | ----------------- |
| General der Kavallerie | Rudolf von Horn (de)             | 1er juin 1920     | 1er juin 1921     |
| Generalleutnant        | Otto Freiherr von Tettau (de)    | 1er juin 1921     | 1er avril 1923    |
| General der Kavallerie | Walther von Jagow                | 1er avril 1923    | 1er février 1927  |
| Generalleutnant        | Ulrich von Henning auf Schönhoff | 1er février 1927  | 1er février 1929  |
| Generalleutnant        | Georg Brandt (de)                | 1er février 1929  | 1er décembre 1929 |
| Generalleutnant        | Fedor von Bock                   | 1er décembre 1929 | 1er octobre 1931  |
| Generalleutnant        | Werner Freiherr von Fritsch      | 1er octobre 1931  | 1er octobre 1932  |
| Generalleutnant        | Ludwig Beck                      | 1er octobre 1932  | 1er octobre 1933  |

## Organisation

### Subordination
La 1re division de Cavalerie est rattachée au Gruppenkommando 1 / Wehrkreiskommando II

### Ordre de bataille
- 1.(Preußisches) Reiter-Regiment
- 2.(Preußisches) Reiter-Regiment
- 3.(Preußisches) Reiter-Regiment
- 4.(Preußisches) Reiter-Regiment
- 5.(Preußisches) Reiter-Regiment
- 6.(Preußisches) Reiter-Regiment

## Annexe